# ۶۸۰ (میلادی)
۶۸۰ (میلادی) ششصد و هشتادمین سال تقویم میلادی است.

## رویدادها
رخ دادن واقعه عاشورا با توجه به گاه‌شماری هجری قمری هلالی در روز سه شنبه ۹ اکتبر و یا براساس محاسبات جدولی گاه‌شماری هجری قمری قراردادی در روز چهارشنبه ۱۰ اکتبر.

## درگذشتگان
حسین بن علیعباس بن علی
‎